# عبدالوهاب الدرة
عبدالوهاب يحيى الدرة سياسي يمني وزير الصناعة والتجارة في حكومة الإنقاذ الوطني برئاسة عبد العزيز بن حبتور التابعة للمجلس السياسي الأعلى في سلطة صنعاء منذ 10 نوفمبر 2018.